# Хартфорд (Мичиген)
Хартфорд (Мичиген) (енгл. Hartford) град је у америчкој савезној држави Мичиген. По попису становништва из 2010. у њему је живело 2.688 становника.

## Демографија
Према попису становништва из 2010. у граду је живело 2.688 становника, што је 212 (8,6%) становника више него 2000. године.
| Група             | 2000.         | 2010.         |
| Белци             | 1.996 (80,6%) | 1.692 (62,9%) |
| Афроамериканци    | 22 (0,9%)     | 44 (1,6%)     |
| Азијати           | 6 (0,2%)      | 13 (0,5%)     |
| Хиспаноамериканци | 315 (12,7%)   | 793 (29,5%)   |
| Укупно            | 2.476         | 2.688         |